# Грумо-Невано
Гру́мо-Нева́но (итал. Grumo Nevano) — город в Италии, располагается в области Кампания, в провинции Неаполь.
Население составляет 18 883 человека, плотность населения составляет 9442 чел./км². Коммуна занимает площадь 2 км². Почтовый индекс — 80028. Телефонный код — 081.
Покровителем коммуны почитается святой Таммаро. Праздник ежегодно празднуется 16 января.

## История
До 1863 года Грумо и Невано были двумя соседними деревнями: в Грумо входила южная часть муниципалитета, вплоть до базилики Сан-Таммаро, а Невано включал в себя северную часть.
Грумо-Невано, как и все другие муниципалитеты в районе, расположенные к северу от Неаполя, имеет оскское происхождение. Некоторые самнитские гробницы были случайно обнаружены в поселке в 1960-х и 1970-х годах, о чем свидетельствуют латинские надписи на них, вероятно, из Ателлы.